# Smoke City
Smoke City – angielski zespół muzyczny łączący gatunki takie jak acid-jazz i trip hop, czerpiący z brazylijskich rytmów samby i bossa novy. Największą popularność grupie przyniósł singel Underwater Love, który stał się przebojem w 1996 roku po tym jak został wykorzystany w telewizyjnej reklamie dżinsów Levi’s ("Mermaids", reż. Michel Gondry). Oryginalny teledysk nagrany do singla jest godny uwagi ze względu na użycie efektu bullet time poprzedzając ten z filmu Matrix.
W 1997 roku zespół wydał swój pierwszy album, Flying Away, zawierający między innymi "Underwater Love", "Mr. Gorgeous (and Miss Curvaceous)" i "Águas de Março (Joga Bossa Mix)". Album łączył wiele różnych stylów od lekkiego trip-hopu po gitarowe ballady.
Kolejny album Smoke City, Heroes of Nature (wydany w 2001), był jeszcze większą mieszanką stylów niż poprzedni, a część utworów zawierała taneczne beaty. Wydanie rozszerzone albumu zawierało trzy dodatkowe utwory, a jeden z nich był coverem piosenki "Imagine" Johna Lennona.
Troje muzyków nie gra już wspólnie pod nazwą Smoke City. Grupa została rozwiązana w 2002.

## Członkowie zespołu
- Nina Miranda (wokal, efekty)
- Mark Brown (programowanie, turntablizm, instrumenty klawiszowe, perkusja, wokal, efekty)
- Chris Franck (gitara, instrumenty klawiszowe, perkusja, gitara basowa, wokal)

## Albumy
- Flying Away (1997)
- Heroes of Nature (2001)